# Chalarope petiolatus
Chalarope petiolatus är en stekelart som beskrevs av Van Achterberg 1988. Chalarope petiolatus ingår i släktet Chalarope och familjen bracksteklar. Inga underarter finns listade i Catalogue of Life.